# Handball-Verbandsliga Bayern 1975/76
Die Handball-Verbandsliga Bayern 1975/76 war eine in Nord und Süd eingeteilte bayerische Verbandsliga, die durch den Bayerischen Handballverband (BHV) organisiert wurde. Die Liga stellte den Unterbau zur Handball-Bayernliga dar und war im damaligen deutschen Handball-Ligasystem viertklassig.

## Saisonverlauf

Bereich des „Bayer. Handballverbandes“ (BHV)

Meister der Verbandsliga Nord wurde der TV 1848 Erlangen und Vizemeister war der TSV 1846 Lohr. Meister der Südgruppe war FC Augsburg. Damit waren Erlangen und Augsburg die Direktaufsteiger in die drittklassige Handball-Bayernliga.
Da es in der laufenden Saison keinen Absteiger von der Regionalliga in die Bayernliga gab, wurde im Rahmen einer Relegation ein dritter Aufsteiger zwischen den Zweitplatzierten je Gruppe ermittelt. Dieses Duell konnte der TSV Lohr für sich entscheiden. Lohr musste vorher noch Entscheidungsspiele mit den punktgleichen Teams der Gruppe Nord um Platz zwei bestreiten, die auch zugunsten von Lohr ausfielen.

### Modus
Die in Gruppe Nord und Süd eingeteilte Liga bestand aus je zehn Mannschaften. Es wurde eine Hin- und Rückrunde gespielt. Platz eins jeder Gruppe war Staffelsieger und Direktaufsteiger in die Bayernliga. Die zweiten Plätze spielten in einer Relegation den dritten Aufsteiger aus. Die Platzierungen neun und zehn jeder Gruppe waren Direktabsteiger.

## Teilnehmer
Nicht mehr dabei waren die Aufsteiger der Vorsaison VfL Bad Neustadt und FC Bayern München. Neu dabei waren die Absteiger aus der Bayernliga TV Erlangen-Bruck, ASV Rothenburg sowie der TSV München-Ost, der in der Südgruppe eingegliedert war und der TSV Lohr mit weiteren Aufsteigern aus den Bezirksligen.

### Saisonabschlusstabelle

#### Gruppe Nord
|     | Mannschaft            | Spiele | Punkte |
| --- | --------------------- | ------ | ------ |
| 1.  | TV 1848 Erlangen      | 18     | 28:8   |
| 2.  | TSV Lohr (N)          | 18     | 21:15  |
| 3.  | TSV 1846 Nürnberg     | 18     | 21:15  |
| 4.  | ASV Rothenburg (A)    | 18     | 21:15  |
| 5.  | 1. FC Schweinfurt 05  | 18     | 18:18  |
| 6.  | ASV Pegnitz           | 18     | 17:19  |
| 7.  | VfL Wunsiedel         | 18     | 16:20  |
| 8.  | HG Hof                | 18     | 16:20  |
| 9.  | TV Erlangen-Bruck (A) | 18     | 15:21  |
| 10. | 1. FC Nürnberg        | 18     | 10:26  |

(A) = Bayernliga Absteiger (N) = Neu in der Liga (Aufsteiger)

 Meister und für die Handball-Bayernliga 1976/77 qualifiziert
  „Für die Bayernliga 1976/77 qualifiziert“
  „Für die Verbandsliga 1976/77 qualifiziert“
  „Absteiger“

#### Gruppe Süd
1. Platz FC Augsburg (Handball)

Absteiger aus der Bayernliga war der
 TSV München-Ost

### Aufstiegsrelegation
Spiel um Platz 2 Gruppe Nord und Aufstiegsrelegation gewinnt TSV 1846 Lohr